# Cerebralni korteks
Cerebralni korteks je spoljašnji sloj strukture nervnog tkiva cerebruma (mozga), kod čoveka i drugih sisara. On pokriva cerebrum, i podeljen je u dva korteksa duž sagitalne ravni, koji pokrivaju levu i desnu cerebralnu hemisferu. Medijalna longitudinalna fisura je dubok urez koji razdvaja dve hemisfere. Cerebralni korteks igra ključnu ulogu u memoriji, pažnji, perceptualnoj svesti, mislima, jeziku, i svesti. Neokorteks je glavni deo korteksa, koji se sastoji od šest horizontalnih slojeva, svaki sa različitim sastavom u pogledu neurona i njihove povezanosti. Ljudski cerebralni korteks je 2 do 4 mm debeo.
On se naziva sivom masom jer se sastoji ćelijskih tela i kapilara, što je u kontrastu sa unutrašnjom belom masom, koja se uglavnom sastoji od belih mijeliniranih ploča neuronskih aksona. Kod velikih životinja cerebralni korteks je izbrazdan, čime se ostvaruje znatno veća površina unutar ograničenog prostora lobanje. 

## Spoljašnje veze
- hier-20
- Webvision - The primary visual cortex Comprehensive article about the structure and function of the primary visual cortex.
- Webvision - Basic cell types Image of the basic cell types of the monkey cerebral cortex.
- Development of the Cerebral Cortex Different topics on cortical development in the form of columns written by leading scientists.
- Cerebral Cortex - Cell Centered Database
- NIF Search - Cerebral Cortex[мртва веза] via the Neuroscience Information Framework